# Mariä Himmelfahrt (Pettenreuth)

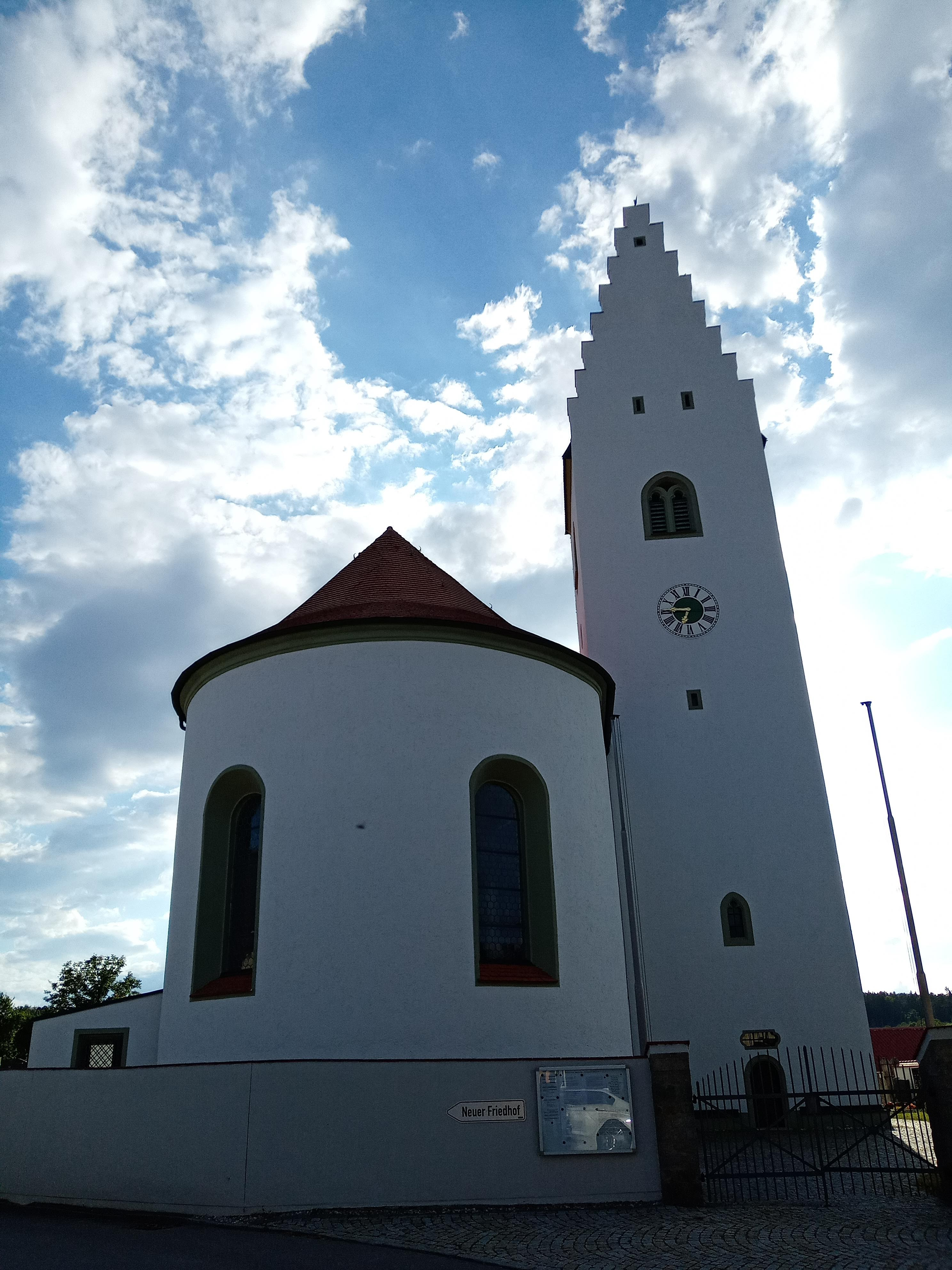
Mariä Himmelfahrt (Pettenreuth)

Die römisch-katholische, denkmalgeschützte Pfarrkirche Mariä Himmelfahrt steht in Pettenreuth, einem Gemeindeteil der Gemeinde Bernhardswald im Landkreis Regensburg der Oberpfalz. Sie ist dem Bistum Regensburg zugeordnet. Das Bauwerk ist unter der Denkmalnummer D-3-75-119-19 als Baudenkmal in die Bayerische Denkmalliste eingetragen.

## Beschreibung
Die Saalkirche wurde 1738 errichtet. Sie besteht aus einem Langhaus, einem eingezogenen, halbrund geschlossenen Chor im Osten und einem im Kern vom gotischen Vorgängerbau erhalten gebliebenen Chorflankenturm an seiner Nordwand, der mit einem Staffelgiebel bedeckt ist. Seine oberen Geschossen beherbergen die Turmuhr und darüber hinter den zweigeteilten Klangarkaden den Glockenstuhl. In der Querachse des Langhauses befinden sich beidseitig Konchen. Der Innenraum des Langhauses ist mit einem stuckierten Spiegelgewölbe überspannt. Die Deckenmalerei wurde um 1740 von Johann Gebhard und seinem Sohn Otto gestaltet. Zur Kirchenausstattung gehört der um 1740 Simon Sorg zugeschriebene Hochaltar, der von den Statuen des Simon Petrus und des Paulus von Tarsus flankiert wird.